# Etrema maryae
Etrema maryae é uma espécie de gastrópode do gênero Etrema, pertencente a família Clathurellidae.